# Henri Cordier (rzeźbiarz)
Henri Louis Cordier (ur. 1853, zm. 1925) – francuski rzeźbiarz.
Był jednym z pięciorga dzieci rzeźbiarza Charles’a Cordiera i Felicji Berchère, siostrzenicy zoologa i dyrektora Muzeum Historii Naturalnej w Paryżu (w latach 1852-1853), Constanta Dumérila. 
Uczeń Frémieta i Merciéego, zadebiutował na Salonie Paryskim w 1877 r. Na Salonie w 1878 zaprezentował dwa popiersia Inuitów, zatytułowane Okabak, Eskimos z Jakobson i Brite-Okabak. Eskimoska, będące studiami ludzi podpatrywanych w paryskim Jardin d'Acclimatation. W swoich pracach lubił szczególnie oddawać wrażenie ruchu u ludzi i zwierząt. Była autorem szeregu małych prac przedstawiających duże zwierzęta, których sylwetki początkowo lepił w wosku, a następnie odlewał w brązie. Tworzył także formy monumentalne, takie jak posąg generała Lasalle'a, wykonany w 1887 r. i stojący na podwórzu zamku w Lunéville, liczne rzeźby dla kasyna i katedry w Monako (w tym sześć posągów z fasady katedry, m.in. posągi świętej Dewoty, świętego Mikołaja i świętego Benedykta; pracował nad nimi w latach 1883-1901).   